# ال ام ۱۳۷۰۰

نماد شماتیک برای او تی ای - مانند تقویت‌کننده عملیاتی استاندارد، دارای ورودیهای وارون (-) و ناوارون (+) است. خطوط منبع تغذیه (V + و V−)؛ و یک خروجی تک. برخلاف آپ‌امپ مرسوم، دو ورودی بایاس اضافی I_{abc} و I_{Bias} دارد.

ال ام ۱۳۷۰۰ (LM13700) یک مدار مجتمع است که از دو هدایت‌انتقالی عملیاتی کنترل‌شده با ولتاژ (OTA) تشکیل‌شده که هر یکی از آن‌ها دارای ورودی‌های تفاضلی و یک خروجی کش‌واکشی است. LM13700 مانند یک تقویت‌کننده عملیاتی استاندارد: هر کدام دارای یک جفت از ورودی دیفرانسیل و یک خروجی تک است، اما او تی ای ورودی ولتاژ و خروجی جریان یا ورودی ولتاژ و خروجی ولتاژ است؛ و او تی ای از طریق پایه IABC قابل برنامه‌ریزی هستند. دیوهای خطی در ورودی، اعوجاج را کاهش داده و باعث افزایش سطح ورودی می‌شوند. بافرهای دارلینگتون خروجی به‌طور خاص برای تکمیل دامنه گسترده پویا او تی ای طراحی شده‌است. این تراشه در الکترونیک صوتی به ویژه در مدارهای ترکیب آنالوگ مانند نوسان‌سازهای کنترل‌شده با ولتاژ، فیلترهای کنترل‌شده با ولتاژ و تقویت‌کننده‌های کنترل‌شده با ولتاژ بسیار مفید هستند. بافرهای دارلینگتون خروجی در LM13700 با موجود در LM13600 متفاوت است زیرا جریان‌های بایاس آن‌ها (و از این رو سطح DC خروجی آن‌ها) مستقل از پایه IABC است. این معمولاً منجر به برتری عملکرد نسبت به LM13600 در کاربردهای صوتی می‌شود.